# ECE1
Enzyme chuyển đổi endothelin 1 (tiếng Anh: Endothelin converting enzyme 1), còn được gọi là ECE1, là enzyme ở người được mã hóa bởi gen ECE1.

## Chức năng
Enzyme chuyển đổi endothelin 1 xúc tác quá trình phân giải protein đối với endothelin-1 (EDN1), -2 (EDN2), và -3 (EDN3) ở những peptide có hoạt tính sinh học.